# Piotr Juszczak
Piotr Juszczak (Kalisz, 3 de julio de 1988) es un deportista polaco que compitió en remo.
Ganó una medalla de bronce en el Campeonato Mundial de Remo de 2014 y tres medallas en el Campeonato Europeo de Remo entre los años 2010 y 2013.
Participó en dos Juegos Olímpicos de Verano, ocupando el séptimo lugar en Londres 2012 y el quinto en Río de Janeiro 2016, en la prueba de ocho con timonel.

## Palmarés internacional
| Campeonato Mundial | Campeonato Mundial          | Campeonato Mundial | Campeonato Mundial |
| Año                | Lugar                       | Medalla            | Prueba             |
| ------------------ | --------------------------- | ------------------ | ------------------ |
| 2014               | Ámsterdam (Países Bajos)    | Medalla de bronce  | Ocho con timonel   |
| Campeonato Europeo |                             |                    |                    |
| Año                | Lugar                       | Medalla            | Prueba             |
| 2010               | Montemor-o-Velho (Portugal) | Medalla de plata   | Ocho con timonel   |
| 2011               | Plovdiv (Bulgaria)          | Medalla de oro     | Ocho con timonel   |
| 2013               | Sevilla (España)            | Medalla de plata   | Ocho con timonel   |